# Mura di Monterotondo Marittimo
Le mura di Monterotondo Marittimo costituiscono il sistema difensivo del centro storico dell'omonima località.

## Storia
Una prima cinta muraria doveva essere già presente tra il XII e il XIII secolo, a protezione del borgo di Monterotondo Marittimo, all'epoca controllato dalla famiglia Alberti di Mangona.
Il successivo passaggio del centro nel territorio della Repubblica di Siena determinò l'esigenza di una riqualificazione delle strutture difensive. Una serie di lavori furono effettuati sul finire del Trecento e nei primi anni del Quattrocento, epoca in cui venne edificato il cassero e ricostruita in larga parte la preesistente cerchia muraria. Ulteriori lavori di ristrutturazione furono effettuati poco dopo la metà del Cinquecento, quando i Medici incaricarono per il progetto di recupero delle strutture difensive il senese Bartolomeo Neroni.
Nel corso degli ultimi secoli, la cinta muraria ha subito vari rimaneggiamenti e modifiche, oltre a prolungati periodi di declino: tutto ciò è ravvisabile dall'analisi delle strutture difensive che sono giunte fino ai giorni nostri.

## Descrizione
Le mura di  Monterotondo Marittimo si presentano in larga parte inglobate in edifici del centro storico.
Dell'antica cinta sono ancora visibili alcuni tratti di cortina muraria, che si presenta rivestita in pietra. Lungo la cerchia si trovavano in passato alcune strutture fortificate, con funzioni di avvistamento e di difesa, delle quali si sono conservati i ruderi del Cassero Senese di epoca tardomedievale e una torre a sezione circolare, riconducibile ai lavori di ristrutturazione avvenuti a metà Cinquecento, che successivamente è stata adibita ad altri usi.